# Feijoa
De feijoa (Feijoa sellowiana, synoniem: Acca sellowiana) of ananasguave is een plant uit de mirtefamilie (Myrtaceae).
Het is een groenblijvende struik of tot 7 m hoge boom met een lichtgrijze schors en jonge twijgen die wit behaard zijn. De tegenoverstaande bladeren zijn kortgesteeld, glad en glanzend aan de bovenzijde, ovaal, gaafrandig, leerachtig en 3-6 cm x 2-3 cm groot. De onderzijde van het blad is zilverig behaard.
De 3-4 cm brede, tweeslachtige bloemen groeien solitair of in kleine groepen bijeen. De vier kroonbladeren zijn circa 2 cm lang, teruggeslagen en aan de bovenzijde karmijnrood, hoewel dat vaak niet goed te zien is omdat de witte onderzijde naar boven omgeslagen is. De vier kelkbladen zijn kleiner, teruggeslagen, aan de bovenkant roodbruin en aan de onderkant viltig behaard. In het midden van de bloem staan de talrijke rode, tot 2,5 cm lange meeldraden met gele helmknoppen en de centrale, rode stijl die langer en dikker is dan de meeldraden

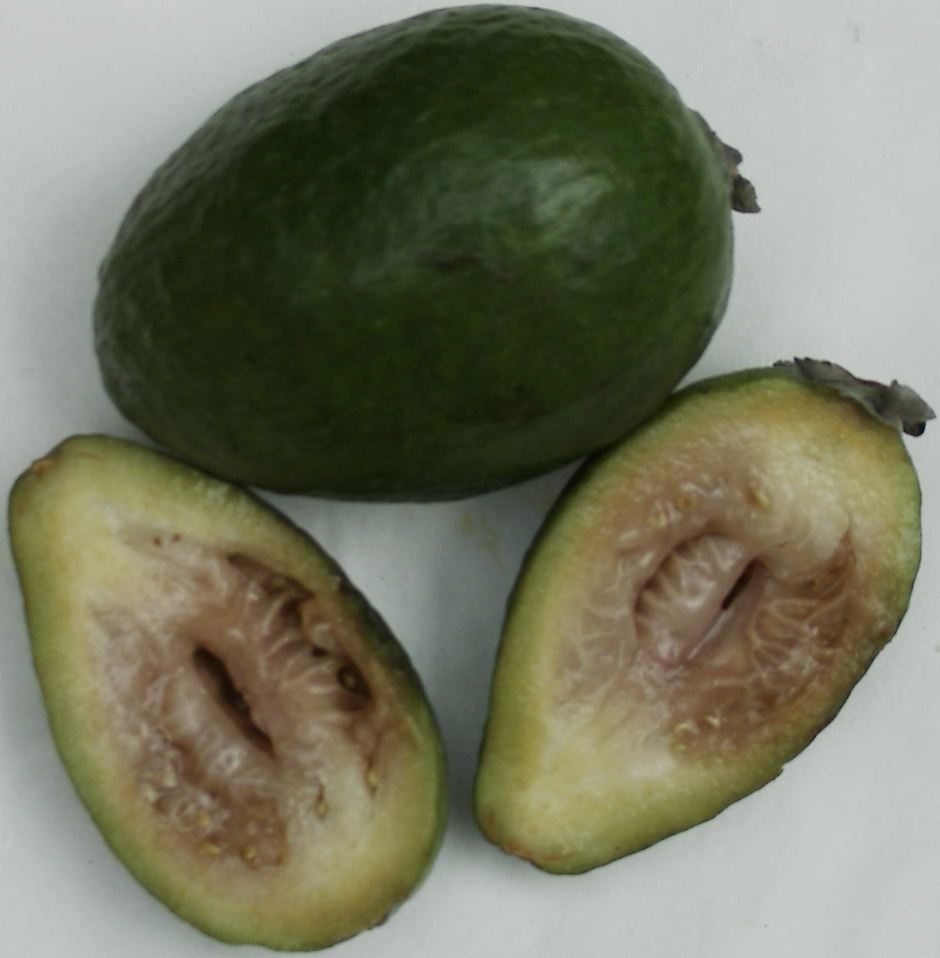
Feijoa met lengtedoorsnedes

De vruchten zijn ei- of peervormig, bleekgroen of geelgroen en 4-8 × 3-7 cm groot. Aan de basis van de vruchten blijft de bloemkelk behouden. Het vruchtvlees is wit met een doorschijnend midden, korrelig en sappig. Het smaakt zoetzurig en ruikt naar ananas. De vrucht bevat twintig tot veertig of soms meer dan honderd kleine, langwerpige zaden.
De vruchten kunnen als handfruit gegeten worden. Ze kunnen in fruitsalades, zoetwaren, koeken en taarten verwerkt worden. Ook kan van de feijoa marmelade, vruchtenwijn of chutney worden gemaakt.
De feijoa komt oorspronkelijk uit de hooglanden van het zuiden van Brazilië, Uruguay, het westen van Paraguay en het noorden van Argentinië. De plant wordt wereldwijd in de (sub)tropen gekweekt op plaatsen waar het voor de guave (Psidium guajava) te koud is. Vooral in Nieuw-Zeeland wordt de soort veel voor zijn vruchten gekweekt. In Europa wordt de soort onder andere verbouwd in het Middellandse Zeegebied in Frankrijk en Italië. In België en Nederland wordt de feijoa als potplant of kuipplant verkocht. De plant moet hier koel maar vorstvrij overwinterd worden.